# Rádios EBC
Rádios EBC é um grupo de emissoras de rádio públicas pertencentes a Empresa Brasil de Comunicação, formado em 2007 a partir da incorporação da Rádio MEC e da Rádio Nacional pela EBC. Com mais de 80 anos de experiência, o sistema de rádios públicas da EBC está dividido em 2 linhas principais, educativa e popular, seguindo respectivamente as linhas adotadas pelas 2 emissoras que deram origem ao grupo: a Rádio MEC e a Rádio Nacional. Hoje existem 15 emissoras em 7 estados e no Distrito Federal, que surgiram a partir da Rádio MEC do Rio de Janeiro e da Rádio Nacional do Rio de Janeiro. Em 7 de maio de 2021, a EBC iniciou as transmissões da banda estendida de FM das programações da Rádio Nacional nas cidades do Rio de Janeiro, Belo Horizonte, Recife e São Paulo e da Rádio MEC em Brasília. Em 15 de fevereiro de 2022, a programação da Nacional FM passou a ser transmitida em São Luís, no Maranhão, na frequência FM 93,7 MHz. Em 1 de novembro de 2023, a Nacional FM passou a transmitir sua programação em Foz do Iguaçu, no Paraná, na frequência FM 90,1 MHz.

## Emissoras
| Emissora       | Emissora                         | Frequência                          | Cidade             |
| -------------- | -------------------------------- | ----------------------------------- | ------------------ |
| Rádio MEC      | Rádio MEC                        | AM 800 kHz                          | Rio de Janeiro, RJ |
| MEC FM         | MEC FM                           | FM 99,3 MHz                         | Rio de Janeiro, RJ |
| MEC FM         | MEC FM                           | FM 87,1 MHz                         | Brasília, DF       |
| MEC FM         | MEC FM                           | FM 87,1 MHz                         | Belo Horizonte, MG |
| Rádio Nacional | Rádio Nacional do Rio de Janeiro | AM 1130 kHz / FM 87,1 MHz           | Rio de Janeiro, RJ |
| Rádio Nacional | Rádio Nacional de Brasília       | AM 980 kHz                          | Brasília, DF       |
| Rádio Nacional | Rádio Nacional de São Paulo      | FM 87,1 MHz                         | São Paulo, SP      |
| Rádio Nacional | Rádio Nacional da Amazônia       | OC 11780 kHz (25m) / 6180 kHz (49m) | Brasília, DF       |
| Rádio Nacional | Rádio Nacional do Alto Solimões  | FM 96,1 MHz                         | Tabatinga, AM      |
| Rádio Nacional | Nacional FM                      | FM 87,1 MHz                         | Recife, PE         |
| Rádio Nacional | Nacional FM                      | FM 96,1 MHz                         | Brasília, DF       |
| Rádio Nacional | Nacional FM                      | FM 93,7 MHz                         | São Luís, MA       |
| Rádio Nacional | Nacional FM                      | FM 90,1 MHz                         | Foz do Iguaçu, PR  |

### Emissoras associadas
As Rádios EBC também contam com emissoras associadas em várias cidades brasileiras, que retransmitem alguns conteúdos da EBC.
| Emissora             | Frequência                | Cidade             |
| -------------------- | ------------------------- | ------------------ |
| Rádio Inconfidência  | FM 100,9 MHz / AM 880 kHz | Belo Horizonte, MG |
| Rádio Difusora       | FM 93,7 MHz               | Maceió, AL         |
| Rádio Cultura Brasil | AM 1200 kHz / FM 77,9 MHz | São Paulo, SP      |
| Rádio Cultura FM     | FM 103,3 MHz              | São Paulo, SP      |
| Rádio Timbira        | FM 95,5 MHz               | São Luís, MA       |